# Małasziwci
Małasziwci (ukr. Малашівці) – wieś na Ukrainie, w obwodzie chmielnickim, w rejonie chmielnickim, w hromadzie Chmielnicki. W 2001 liczyła 582 mieszkańców, spośród których 564 wskazało jako ojczysty język ukraiński, 17 rosyjski, a 1 węgierski.